# Hasana J. Hakenmüller
Hasana J. Hakenmüller war eine deutsche Textilfabrik, die von 1887 bis 2000 in Tailfingen und Hechingen bestand. Sie produzierte siebenstufig mit eigener Spulerei, Wirkerei, Strickerei, Bleicherei, Färberei, Ausrüstung und Verarbeitung.
Im Verlauf ihrer 113-jährigen Geschichte kamen von der Schaf- und Angora- über die schwere ägyptische Macco-Baumwolle, Vigogne-, Frottee- und Plüsch-, hin zur Jersey- und mit Kunststoff bzw. Nylon versetzter Wolle viele Stoffarten in die Verarbeitung.
Das Unternehmen belieferte Großhändler und Handelsketten in Deutschland, der Schweiz sowie (ab 1957) Holland.
Hasana J. Hakenmüller hat in seiner Firmengeschichte außer Herrenanzüge fast alle Bekleidungsarten hergestellt; unter anderem auch Strümpfe, Damenmäntel, Badebekleidung, doch vor allem Sportwäsche und Unterwäsche für Zivilisten sowie Trikotanzüge für das Militär und durchgehend Baby- und Kindermoden.

## Geschichte

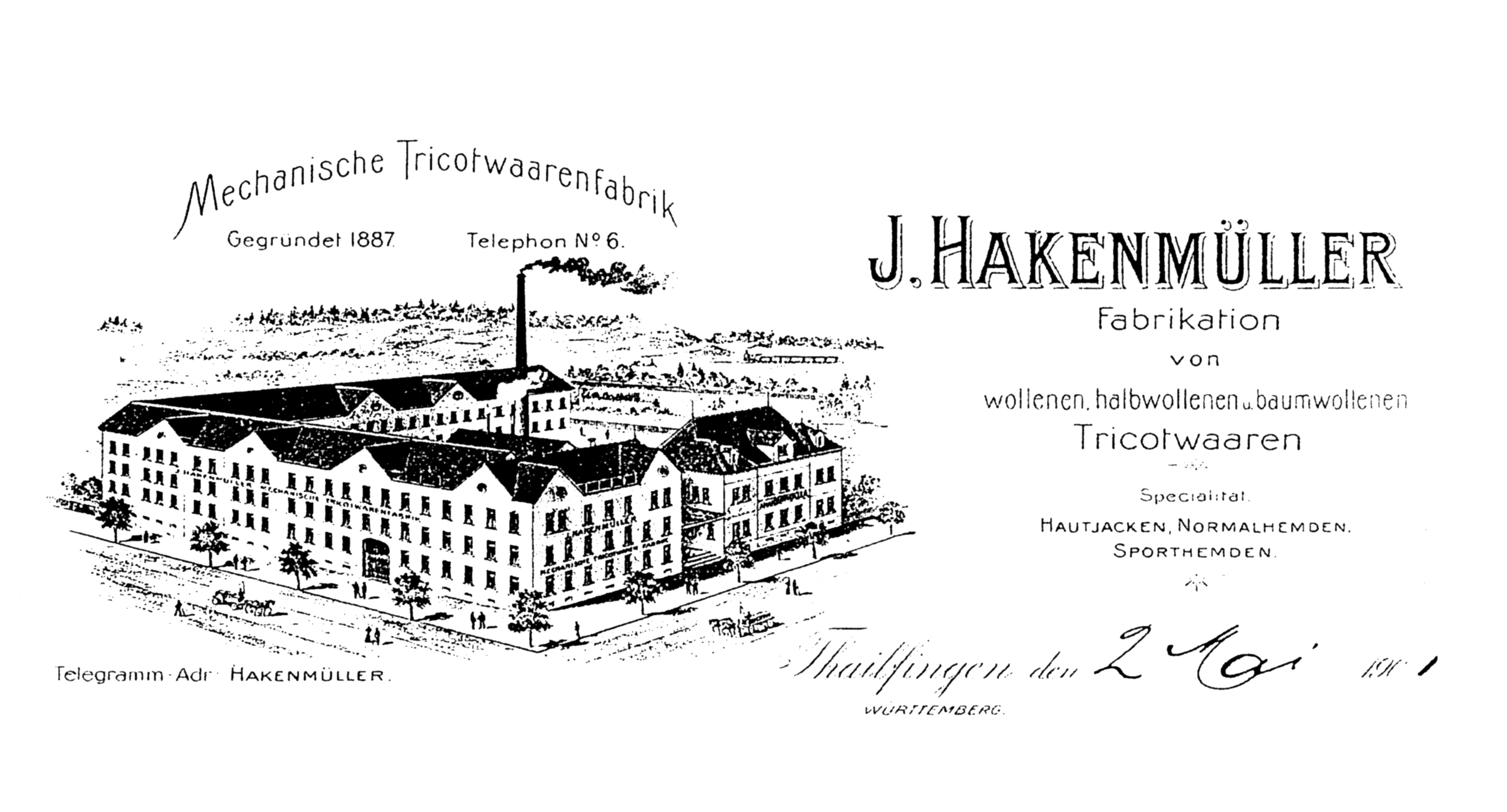
Firmengebäude im Jahr 1901 mit Talgangbahn im Hintergrund.

1887 gründete der gelernte Bankkaufmann Johannes Hakenmüller in einem Wohnhaus in Tailfingen die Textilfabriken J. Hakenmüller. Während der zweiten industriellen Revolution investierte er in neuartige Textilmaschinen wie dem Rundstuhl.
Der Ankauf solcher Technik wurde durch Kredite der württembergischen Regierung gefördert.
Eine eigene Quelle ermöglichte, auch wasserintensive Verarbeitungsschritte wie Bleiche und Veredelung lokal durchzuführen. Der Architekt Carl Ammann errichtete ab 1910 ein Erweiterungsgebäude mit Dampfkessel zur Ausrüstung von Textilien sowie eine eigenständige Fabrikationsstätte an der Ecke Wilhelmstraße/Bodelschwingstraße im drei Kilometer entfernten Onstmettingen. Letztere wurde nach dem Ersten Weltkrieg an den Textilfabrikanten Johannes Drescher verkauft.

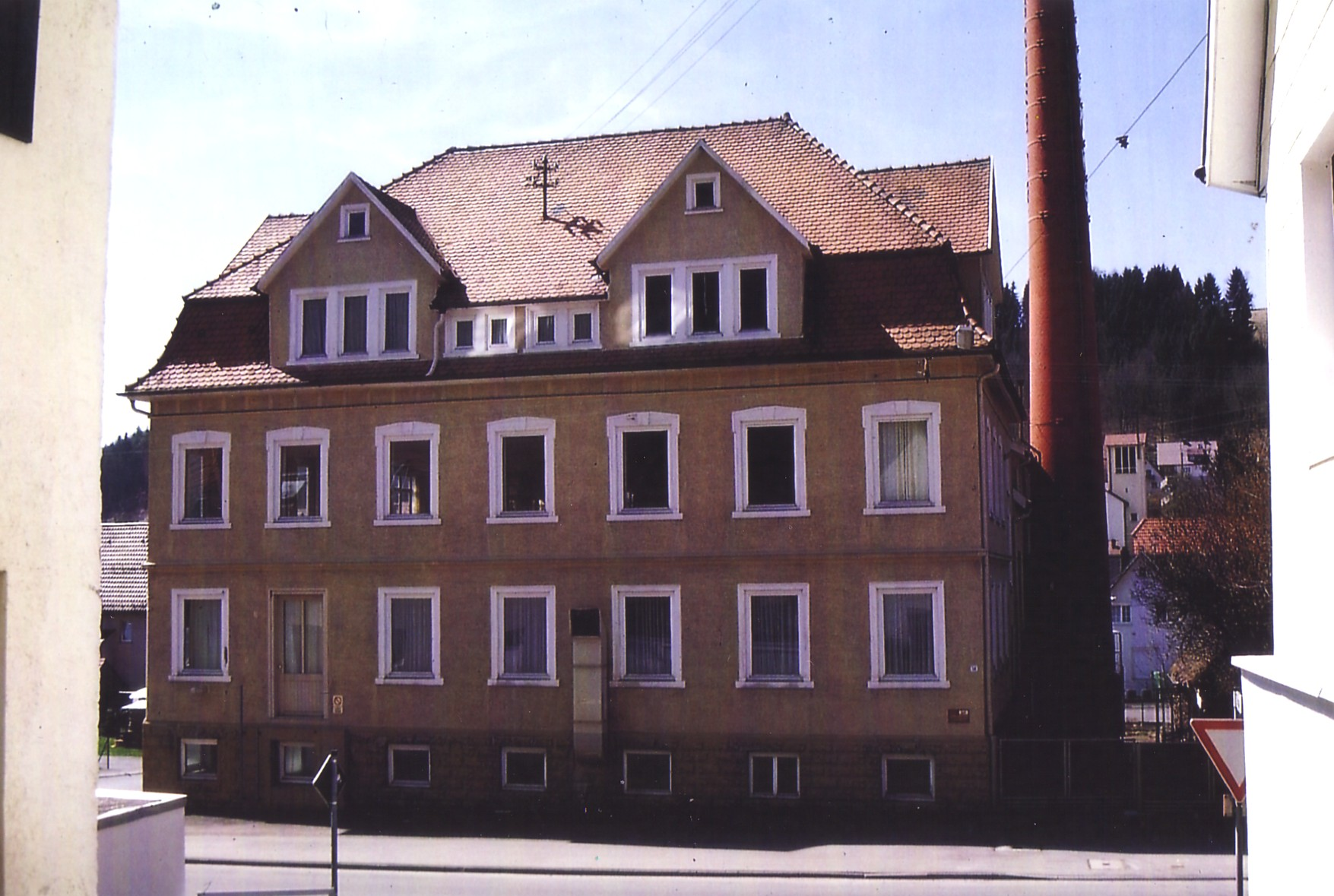
Gebäude in Onstmettingen zur mehrstufigen Fabrikation von Textilien, erbaut im neobarocken Stil. Später durch nachfolgenden Eigentümer modernisiert.

Ab 1904 fertigte Johannes Hakenmüller Sporthemden an. Im selben Jahr startete auch die von ihm zusammen mit je zwei Bürgermeistern und Fabrikanten aus Ebingen und Onstmettingen initiierte Talgangbahn; Dieses Sinnbild der Industrialisierung zierte fortan auch den Briefkopf von J. Hakenmüller.
Nach Salome Blickle von der Firma Blickle´s Witwe, kündigte Johannes Hakenmüller als zweiter Unternehmer im Talgang seinen Status als Lohnbetrieb und entwickelte eine eigene Textilmarke unter dem von ihm initiierten Dach der Tailfinger Textilfabrikation.
Als der Firmengründer 1917 starb, führte dessen ältester Sohn Julius (geb. 1888) den Betrieb allein weiter. Für die „Schlupfhosen“ für Frauen „verwendete man zunehmend Kunstseide mit glänzender Oberfläche. Die Ausführung hatte eine Innenseite aus Baumwolle und eine Außenseite aus gewirkter Kunstseide, mit Gummizügen in der Taille und an den Beinabschlüssen“.
Julius und Paul Hakenmüller (seit dem Jahr 1916 zugleich auch Prokuristen der Firma), begannen Mode nach der Filena-Technik entwerfen zu lassen, einer luftdurchlässigen Strickart, welche den Körper vor unnötiger Schweißabsonderung bewahren sollte. Auf einer Gesamtbetriebsfläche von 5437 m² wurden bis zum Ausbruch des Zweiten Weltkriegs im Jahr 1939 monatlich 70.000–80.000 Textilien hergestellt. Für die Anhänger des populär werdenden Tennissports entwickelte er die sogenannte Hemdhose, welche mittels einer speziellen Knopfanordnung verhinderte, dass das Hemd während des Wettkampfs aus der Hose rutschte.
Im Jahr 1920 trennten sich die vier Söhne des Firmengründers. Paul (geb. 1890) und sein älterer Bruder Julius Hakenmüller (geb. 1888) verblieben als Ordentliche Handelsgesellschaft (O.H.G.) am Stammsitz. Die beiden jüngsten, Alfred und Karl, gründeten ebenfalls an der Hechinger Straße in einem aufgelassenen Fabrikationsgebäude die Hakenmüller-Compagnie (Haco), welche bis 1937 Textilien produzierte. Die Belegschaft wurde verteilt. Jene, welche rechts des Flusses Schmiecha wohnten, blieben bei J. H. beschäftigt. Die links ihr Zuhause hatten, wurden dem neuen Betrieb zugeschlagen.
Die Verleihung mehrerer Bundesverdienstkreuze dokumentiert, dass es in den 1950er-Jahren mehrfach zu 50- und 65-jährigen Dienstjubiliaren kam.

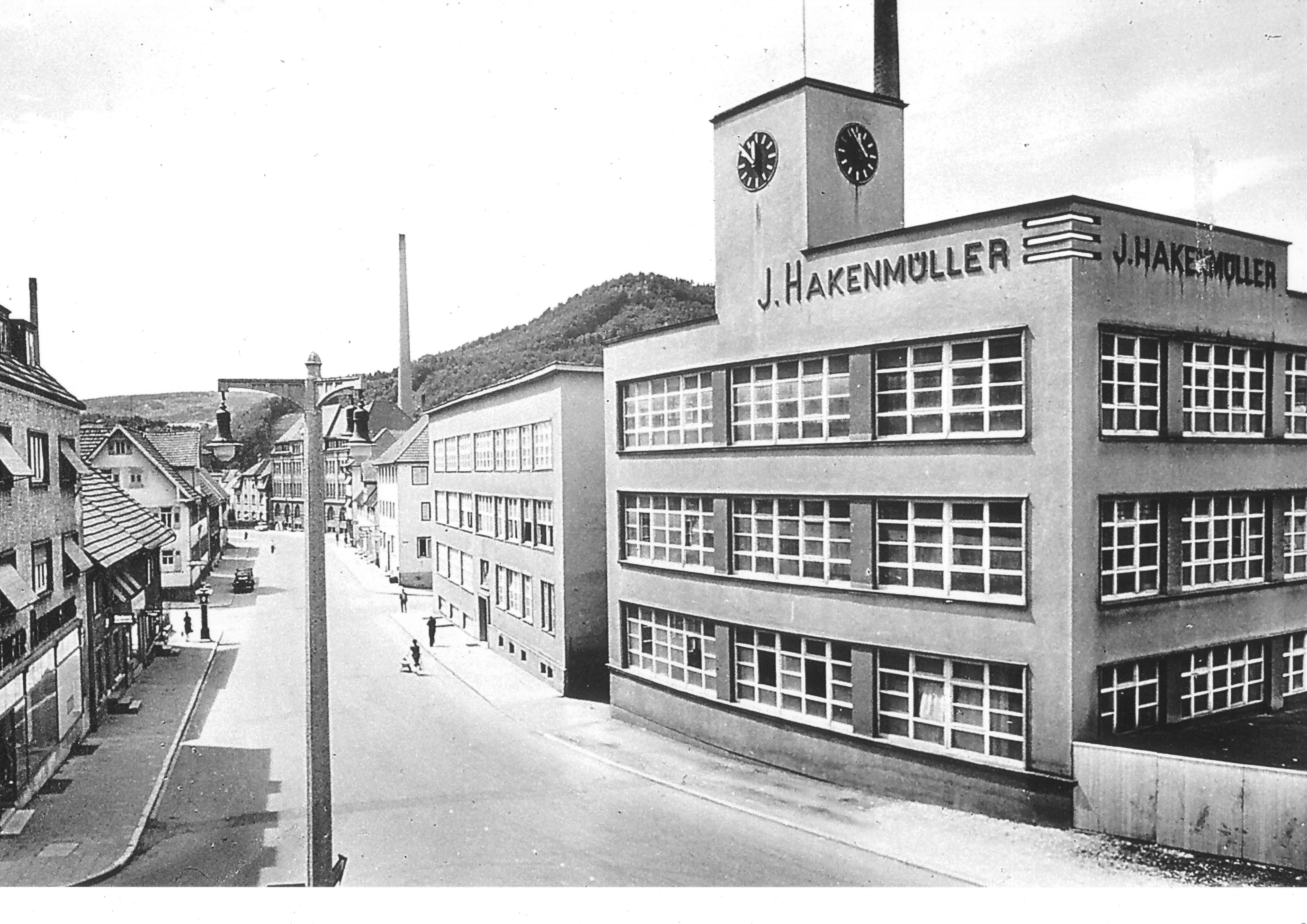
Das im Jahr 1930 erbaute Erweiterungs- und Produktionsgebäude (links) und anstelle des Bauernhauses als Gründungszelle das im Jahr 1937 erstellte Verwaltungsgebäude in Albstadt-Tailfingen.

 Das nationalsozialistische Kreisamtsblatt „Der Wille“ lobte den Bau zum 50. Jubiläum der Firma 1937 mit den Worten: „Im Innern ist der sozialen Forderung „Schönheit der Arbeit“ durch Schaffung hoher lichter Räume weitgehendst Rechnung getragen worden.“

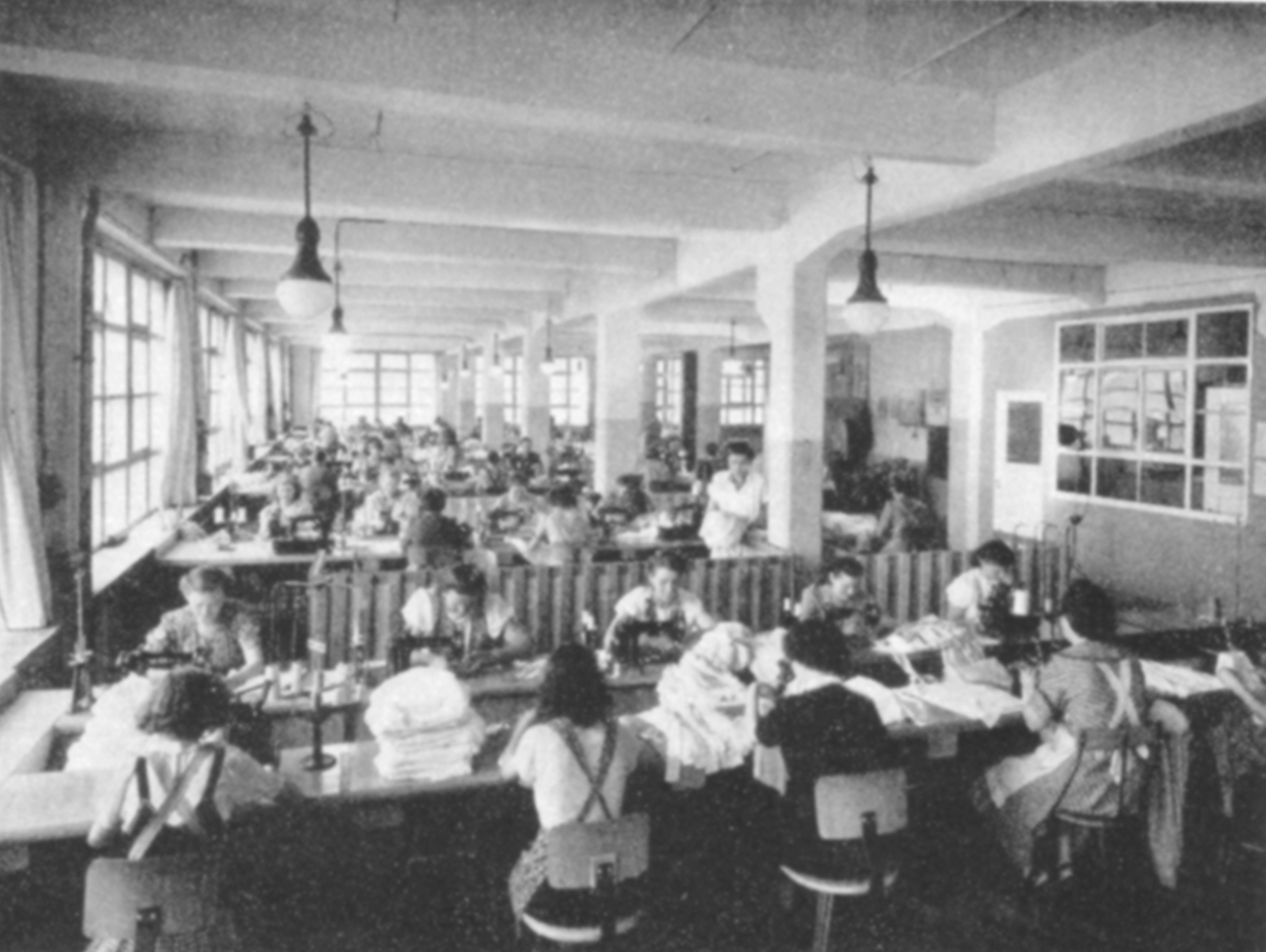
Blick in einen der Nähsäle in den 1950er Jahren. Die moderne Tragflächenkonstruktion aus Eisenbeton sorgte ganz nach dem Motto des Direktors des Weimarer Bauhausgesellschaft, Walter Gropius, für „mehr Licht, mehr Luft und mehr Raum“ und damit für gesündere Arbeitsbedingungen.

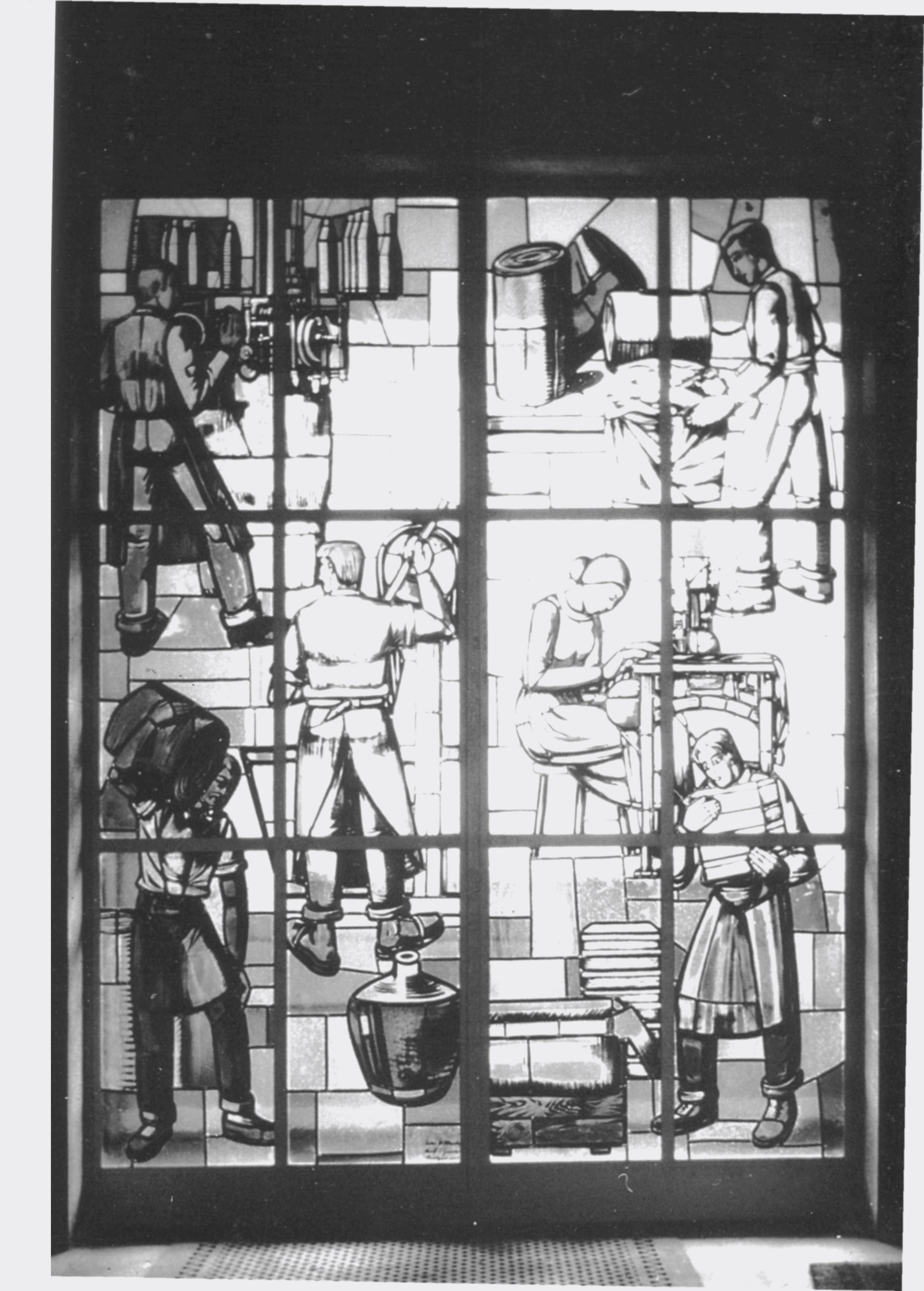
Glasfenster im Foyer des Verwaltungsgebäudes, 1936. Entworfen zum 50-jährigen Firmenjubiläum von Albert Klaiber, gefertigt von Emil Gaisser aus mundgeblasenem Antikglas aus Waldsassen. Die Motive auf der 2 mal 3 Meter großen Flügeltüre zeigen alle sechs Stufen einer vollstufigen Textilproduktion.

Markant wurde die Textilfabrik vor allem durch ihre im Bauhausstil gehaltenen Gebäude, welche nach Plänen des Tailfinger Architekten Johann Miller entworfen und von 1930 bis 1937 errichtet wurden, zuletzt unter der Regie des tschechischen Architekten Martin Cäsar.
Das neue Fabrikationsgebäude, dem zuletzt auch das um 1890 im neuklassizistischen Stil erbaute Stamm- und Wohnhaus des Firmengründers weichen musste, erfüllte ganz die Ansprüche der modernen Bauhaus-Bewegung „Mehr Licht, mehr Luft, mehr Raum“. Das 1937 fertiggestellte Büro-Gebäude entsprach den nationalsozialistischen Wünschen nicht nur durch den Einbau großzügiger wie hygienischer Luftschutzräume, sondern auch durch besondere Räume für Betriebsappelle und Vertrauensratssitzungen.
Das im Februar 1930 eingetragene Warenzeichen berief sich mit „Quellklar gewaschen“ auf die eigene Quelle, während das im Etikett abgebildete Schaf immer noch die teilweise Verarbeitung dessen Wolle gemäß dem Hygiene-System von Dr. Carl Jäger symbolisierte.

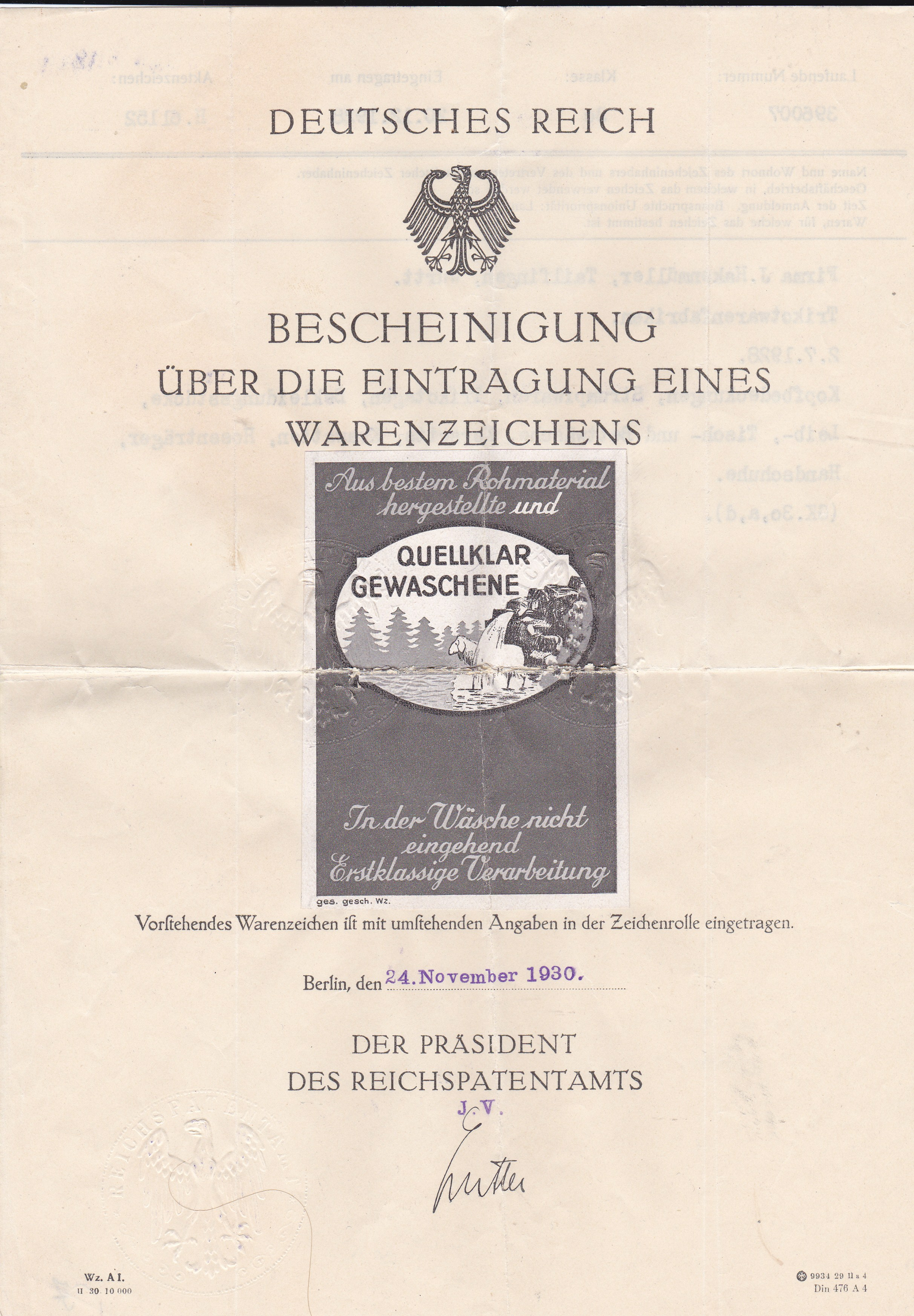
Bescheinigung über den Eintrag eines Warenzeichens beim Reichspatentamt

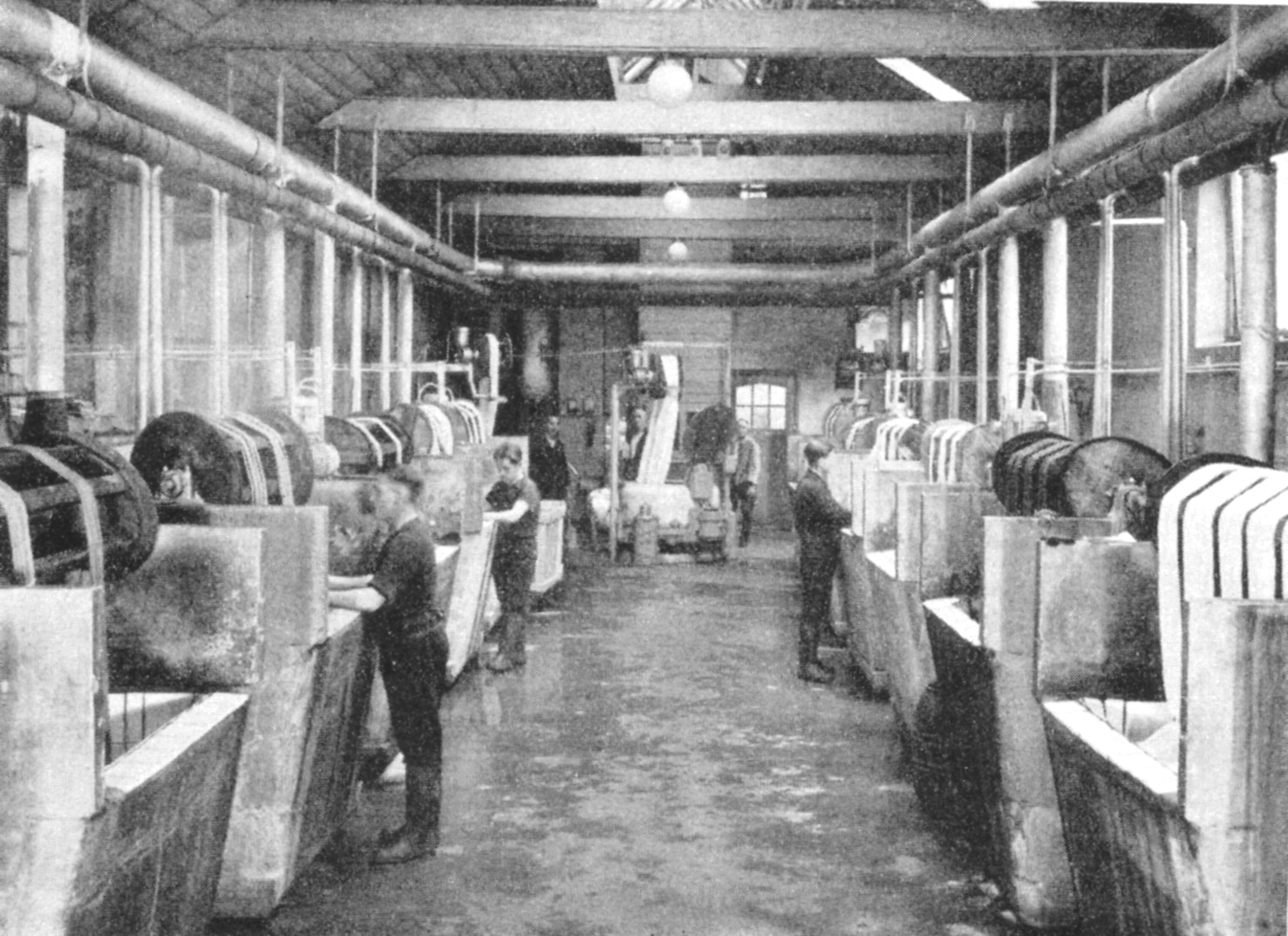
Historische Ansicht der Ausrüstung im Zentrum der Fabrikanlage

1936 entstand die Hauptmarke Hasana. Weitere Markennamen in den 1930 bis 1950er Jahren waren Hajota und „Hajotase“ (für „Hakenmüller Johannes Tailfingen“) für Interlockwäsche, „Hastrino“, „Hafanto“ und „Hanowa“ für Fantasie-Stricknoppenwäsche, sowie „Hacharmant“ für Damenwäsche.
In den Mangeljahren der Nachkriegszeit wurde die Produktion teilweise auf synthetische Stoffe umgestellt. Die I.G. Farben sowie Bayer AG erteilten für ihre AGFA-Suprema-Farbveredlung eine Lizenz.

### Im Nationalsozialismus
Auf Anordnung der nationalsozialistischen Gauleitung erwarb das Unternehmen im nahen Schömberg in einem Konsortium lokaler Textilunternehmen Grund und Boden sowie ein leerstehendes Gebäude. Durch die Kriegswirren kam ein solcher Filialbetrieb nicht zustande, weshalb 1946 jede der Firmen dieses Unternehmens sein Sechstel Anteil wieder verkaufte.
Im Zweiten Weltkrieg wurde ab 15. Februar 1944 die Produktion von Flakscheinwerfermotoren für die Daimler-Benz AG in einen Teil des rund 20 Ar großen Areals verlegt. Ein Großteil der Belegschaft arbeitete nun für den neuen Lohngeber, während J. Hakenmüller für die eigentliche Textilproduktion noch das doppelgeschossige Gebäude der Filiale in Hausen im Killertal nützte.
Julius und sein Bruder Paul wurden zu dieser Zeit Mitglieder der NSDAP. Dass der Tailfinger Ortsgruppenleiter sowie auch der Kreisleiter in Balingen hofiert wurden (z. B. durch die Leitung des Kolonialverbandes, Werbung für die Olympischen Winter- und Sommerspiele in Deutschland 1936, oder bei der Reichswahl 1937 mit Beflaggung des neuen Firmengebäudes mit zahlreichen Hakenkreuz-Fahnen) zahlte sich aus und erlaubte es Julius auch, Antonie Rieser, geb. Schloz zu heiraten, die zuvor mit einem Juden verheiratet war.
Spätestens mit der zunehmenden Beschäftigung von Zwangsarbeitern ordnete man sich weiter der NS-Herrschaft unter. Aber auch sozial wurde der Familie nun befohlen, in ihren teils überdimensionierten Villen neben Flüchtlingen aus dem Osten von Herbst 1944 bis Mai 1945 auch den Atomforscher Otto Hahn und dessen Ehefrau zu beherbergen, als das Kaiser-Wilhelm-Instituts für Chemie nach Tailfingen ausgelagert war, woraus bis heute ein nachhaltiger Kontakt bis zu dessen Enkel Dieter Hahn (wohnhaft in Singapur) entstand.
Nach Kriegsende wurde Julius Hakenmüller im Juli/August 1945 von den französischen Besatzern Tailfingens mindestens fünfzehn Wochen lang in Balingen interniert. Das Verfahren wurde jedoch 1946 eingestellt.
Der jüngere Chef Paul wurde am 3. Januar 1941 als Oberleutnant der Reserve von der Wehrmacht nach Brüssel einberufen. Nach seinervorzeitigen Rückkehr wegen ´Unabkömmlichkeit` als Mitchef von Hasana J.Hakenmüller starb er bald darauf mit 52 Jahren an einer Gallen-Kolik.
Auch der älteste Sohn Rolfdieter, schon als Firmennachfolger auserkoren und Mitglied der SS-Reiterstaffel mit Teilnahme an internationalen Reitturnieren in Deutschland, wurde bei Kriegsbeginn im September 1939 mit 18 Jahren zum Arbeitsdienst eingezogen und musste später als Soldat in der Straße von Messina auf Sizilien als Flaghelfer dienen. Als er 1943 mit zwei Streifschüssen am Kopf schwer verletzt ins Lazarett nach Sigmaringen zurückgeschickt wurde, bekam er dort noch eine schwere Gelbsucht. Nach Genesung wurde er in eine abgelegene Garnison nach Nagold beordert, wo er für die Abnahme der Uniformen von in Ungnaden gekommenen Soldaten zuständig war. Dabei schloss er sich dem Widerstand um Oberst Kurt Petersson im Zuge des 20. Juli 1944 an.
Der nunmehr allein amtierende Chef Julius nutzte 1943 diese Gunst und erhöhte eigenmächtig seine Gewinnanteile gegenüber der anderen Teilhaberin Helene Hakenmüller, Ehefrau von Paul.
Im Juni 1945 befanden sich im Bestand von J. Hakenmüller 238 Rundwirk- und 17 Rundstrickmaschinen nebst 89 Näh- und 44 Spezialnähmaschinen.
Nachdem im Juni 1945 die Filiale Krauchenwies geplündert wurde und aus dem Warenlager in Tailfingen unentgeltlich Trikotunterwäsche wie auch Trikotstoffe im Gewicht von 5602 kg mit einem Wert von 45.628 Reichsmark requiriert wurden, beschlagnahmte das französische Besatzungskommando im Frühjahr 1946 im Rahmen der Reparationsleistungen 23 Textilmaschinen und brachte sie nach Paris.
In den 1950er Jahren verdiente die Firma J. Hakenmüller vor allem mit der Herstellung von Kinder-, Herren- und Damen-Unterwäsche, darüber hinaus von Trainingsanzügen aller Art, und versuchte sich in der Zeit des sogenannten „deutschen Wirtschaftswunders“ mit der Reiselust deutscher Bürger nach Italien, an der Produktion von Freizeit- und Bademoden für Frauen. Die Serie Lido verwendete hingegen den patentierten K + K, einen Noppenstoff aus Baumwolle in Stricknoppen-, Interlock- und Feinrippstricktechnik. K + K steht für Knöllchen und Knöllchen, da der von der Rottenburger Textilfabrik Fouquet & Frautz zu J. Hakenmüller gewechselte leitende Strickmeister Carl Vollmer eine mechanische Strickweise entwickelte, bei welcher regelmäßig der Faden gezupft wurde, was Elastizität und Luftdurchlássigkeit fördern sollte.
Um die Angebotspalette zu erweitern und sich bei der Konkurrenz von Trikotherstellern zu behaupten, baute Werkmeister Carl Vollmer um das Jahr 1952 auch kleinzollige Strick- zu Strumpfmaschinen um, auf denen Piqué-Stoffe vor allem für die Produktion von Strümpfen und Strumpfhosen für Frauen (Markennamen: „Hamasi“) hergestellt wurden.
Nach und nach gewann zudem die seit Einführung der Marke Hasana gleichzeitig aufgebaute Sparte Kindermoden durch die Herstellung von Wäsche in den Größen von 56 bis 164 an Bedeutung. Die später zweimal pro Jahr auf den Markt gebrachten Kollektionen umfassten bis zuletzt an die 150 Musterkleider und wurden mit Lizenzen wie Motiven kindergerechter Figuren unter anderem aus den Schlümpfe-Comics, des ARD-Sandmännchens, der US-amerikanischen TV-Serie Bonanza, Pippi Langstrumpf oder aus der Fernsehserie Käptn Blaubär bedruckt und beworben.

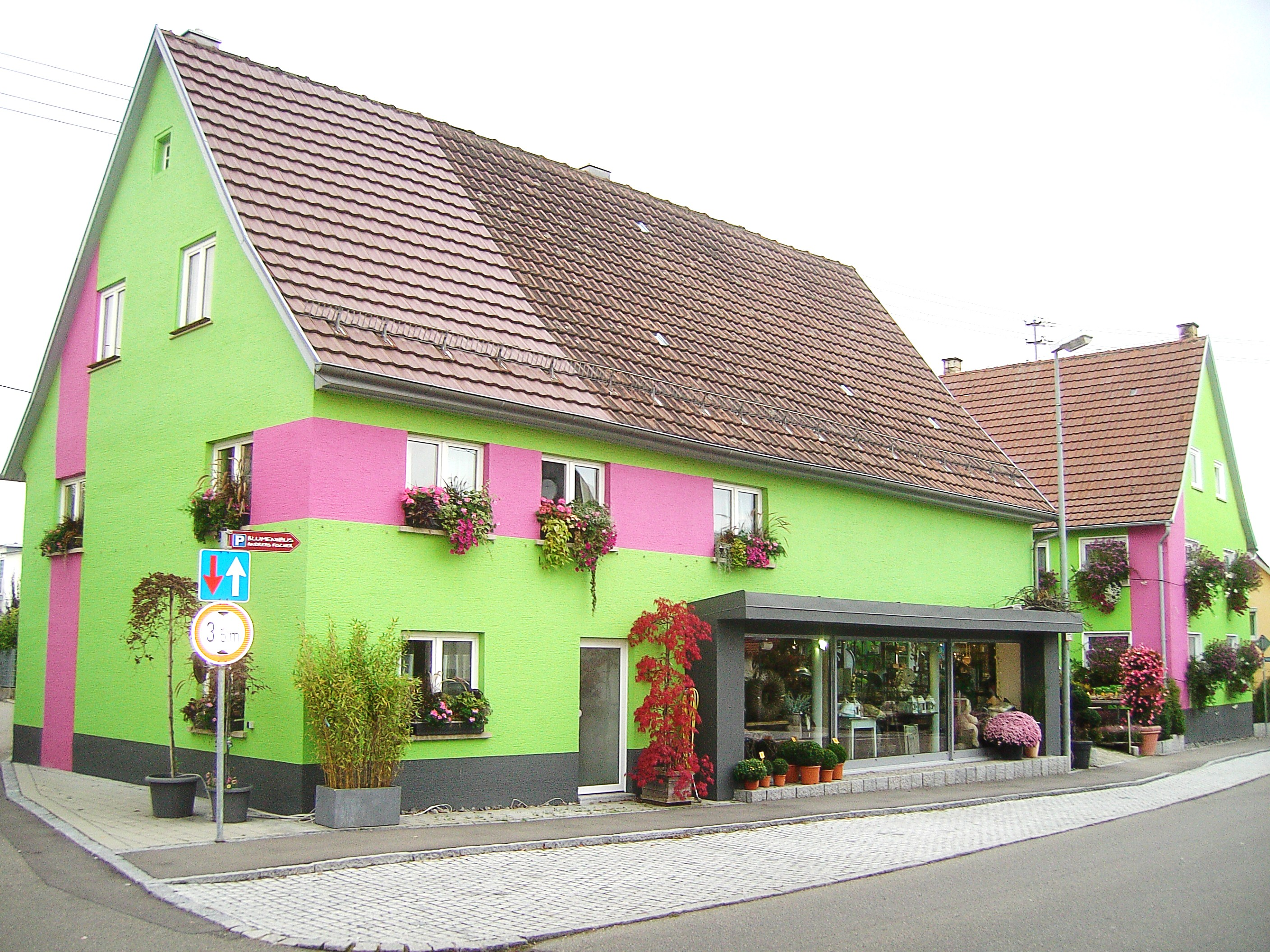
Filiale Bisingen

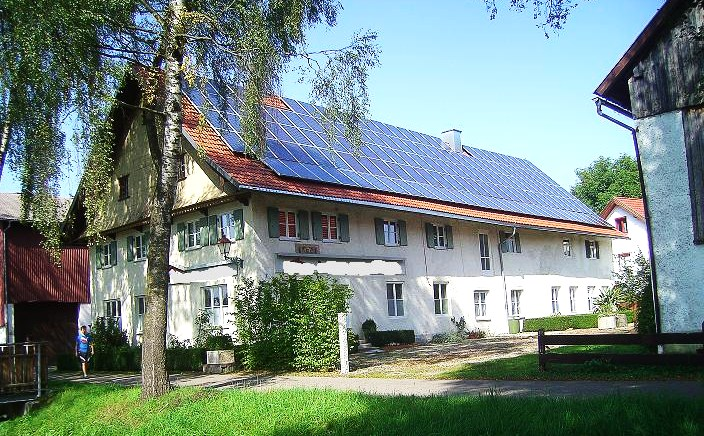
Filiale Erkheim

Hasana J. Hakenmüller unterhielt bis zu sieben Filialbetriebe auf dem Gebiet von Horb am Neckar über Krauchenwies und Inneringen oberhalb des Donautals in Mittelschwaben und Bayern. Die erste wurde 1921 in Straßberg, dann 1922 in Hausen im Killertal, dann 1934 in Schömberg, später in Gruol, sowie in Stetten und Stein bei Hechingen gegründet. Die größten davon befanden sich in Weilheim bei Hechingen, in Bisingen und in Erkheim in Mittelschwaben/Allgäu.
Vor allem die beiden Filialen in Bisingen und Weilheim an gleichen Stätten wie die der Textilfabriken Maute (Kapart und Jockey-Volma) traf es immer wieder, dass die Konkurrenten durch höhere Löhne Näherinnen abzuwerben versuchten.
Nach Erbstreitigkeiten mit den Nachfahren seines 1968 verstorbenen Patenonkels und Firmen-Mitinhabers Julius sah sich der einzig überlebende Enkel des Firmengründers, Rolfdieter Hakenmüller, im Jahr 1970 gezwungen, die J.-H.-Gebäude zu verkaufen.
Durch die Konkurrenz der wachsenden Daimler-Benz-Werke in Stuttgart und Sindelfingen wuchs die Personalnot mit Beginn der 1980er Jahre. Mit Adidas trat zudem ein erfolgreicher Konkurrent auf den Markt. Nach dem ersten Adidas-Textil, dem Trainings-Anzug ´Franz Beckenbauer`, 1968, beanspruchte diese Firma Alleinlizenz für den Druck der drei Streifen, welche jedoch von einem Konsortium von fünf Fabrikanten aus Albstadt bis zu einer Entscheidung des Bundesgerichtshofs zunächst erfolgreich abgewehrt wurde.
Zeitweilig übernahm J. Hakenmüller zur besseren Auslastung seiner Produktionskapazitäten standardisierte Lohnaufträge für Schiesser und Charmor. Allerdings rückte dadurch die eigene Marke Hasana in den Hintergrund.

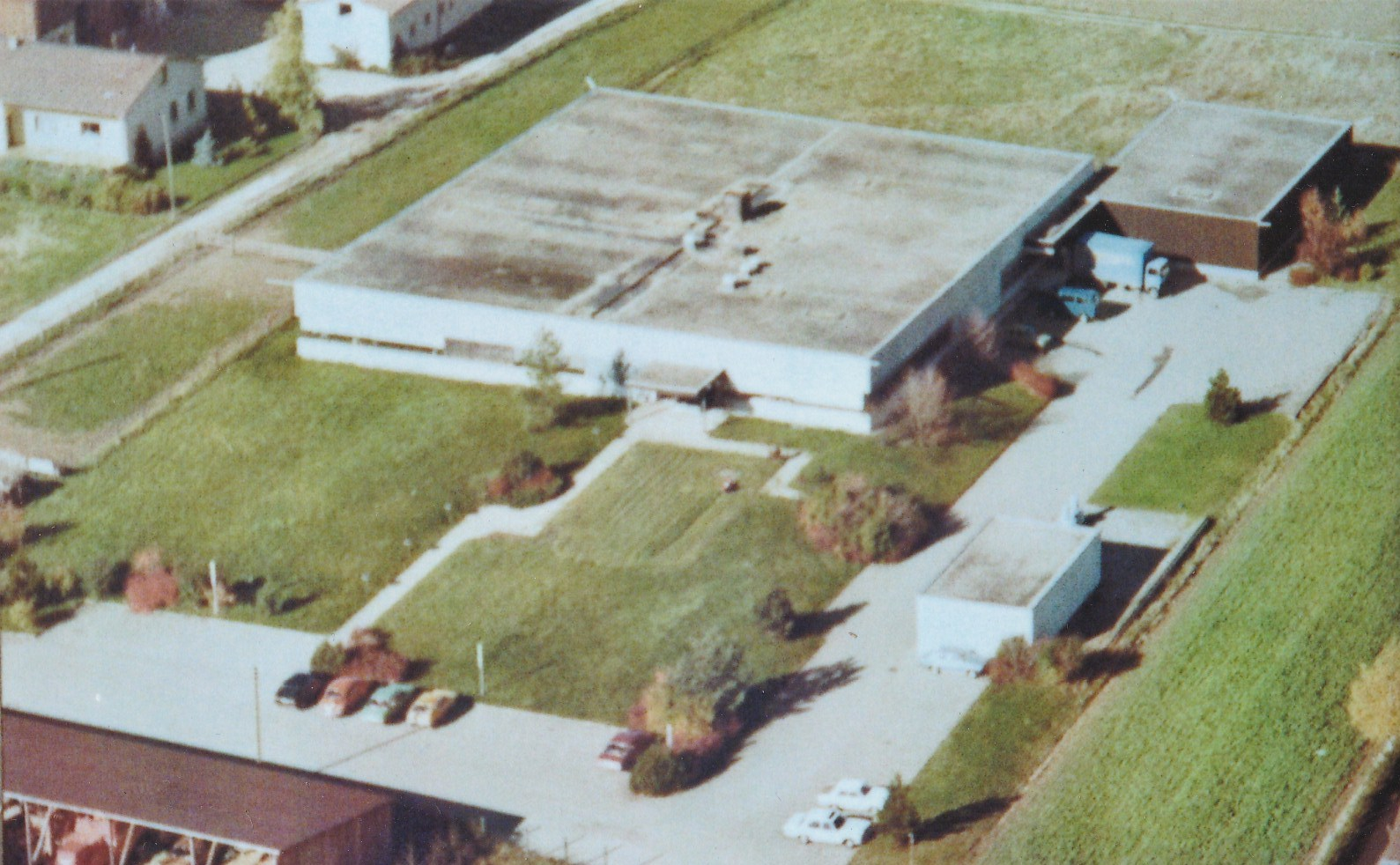
Die 1970 von dem Reutlinger Architekten Schaper erbaute Firmenzentrale in Weilheim, heute ein Stadtteil von Hechingen.

In Weilheim ließ Rolfdieter Hakenmüller 1969 eine ebenerdige Fabrikations- und Verwaltungshalle mit Großraumbüro errichten. Nun zirkulierten die nur mehr für Baby- und Kindermoden hergestellten Textilien von der Weberei und Strickerei bis zum Versand auf einer Ebene.
Rolfdieter, der Enkel des Firmengründers änderte die wirtschaftliche Strategie des Unternehmens weg von der Produktion mit Lagerhaltung und reduziert auf lediglich drei Handelsvertreter hin zur Belieferung der als Abnehmer dominant gewordenen großen Warenhäuser.
In den folgenden 30 Jahren machte sich Hasana J. Hakenmüller bei den Versandhäusern vor allem mit einem Nicki-Scherplüschstoff einen Namen. Für die größten Kunden, die Kaufring-Warenhaus AG sowie Quelle und C&A, wurden anstatt des eigenen Labels deren Markennamen in den Hemdkragen eingenäht, wie Rodeo und Young Canda. Darüber wurden Versandketten in Österreich, den Niederlanden und Schweden Hennes & Mauritz beliefert, in der Schweiz die Neue Warenhaus AG, Rheinbrücke (Basel), Jelmoli, Coop und Migros.
Hasana bekam 1971 durch den Deutschen Fußball-Bund die alleinigen Lizenzrechte für Kinderunterwäsche von allen Vereinen der Fußball-Bundesliga zugesprochen. Dies führte zu einer Exklusiv-Lizenz für die X.Fußball-Weltmeisterschaft 1974 in Deutschland, als Rolfdieter Hakenmüller dem DFB vorschlug, das vom Textilzeichner Horst Schäfer entworfene offizielle Logo auch für Textilien zu nutzen und er dafür die Verwertungsrechte erhielt. So auch 1978 für die XXV.Alpinen Ski-Weltmeisterschaften in Garmisch-Partenkirchen und 1995 für die 85. Eiskunstlauf-Europameisterschaft in Dortmund. 1996 erhielt die Firma die Verwertungs-Rechte des Logos der X.Fußball-Europameisterschaft in England für Kindertextilien. Außerdem wurde der Fahrt- und Bereitschaftsdienst des traditionellen Reit- und Springturniers CHI in Donaueschingen mit entsprechend bedruckten Textilien ausgestattet.
Um Kosten zu sparen, wurde die Produktion zunehmend in das Ausland verlagert, zunächst nach Zagreb. Von dort aus wurde vor allem bei den Firmen Velebit (Zagreb), ´Nada`, Nitex in Niš und Planteks in Plandiste (Serbien) produziert, aber auch in Varaždin und Karlovac, bei der Firma Trigom Tim in Belgrad sowie Ecotex in Novi Sad, Bačka Topola, Sarajevo und Bosanska Gradiška, sowie PrimaTex in Skopje.
Kurz vor Ausbruch der Jugoslawienkriege 1990 wurde ein Teil der Produktion nach Porto und zur Firma Babex in Guimarães, vor allem auch nach Banská Bystrica verlegt – dort bei der Firma Slovanka. Später zudem nach Mazedonien und Thessaloniki sowie nach Győr.
Zuletzt kamen noch einige Muster in Izmir bei den Firmen Aral und RADAR zur Serienfertigung. Das verheerende Erdbeben in und rund um diesen Ort im Jahr 1999 war ein weiterer Grund, die Auslandsproduktion einzustellen. Im Gedenken an die früheren Mitarbeiter in Partnertextilbetrieben in Bosnien-Herzegowina veranstaltete die Firmenleitung am 17. Februar 1992 im Kino „Burgtheater“ in Hechingen zugunsten von Flüchtlingen aus dem Bürgerkrieg in Jugoslawien in Tübingen und Hechingen die Erstaufführung in Deutschland des offiziellen Olympiafilms A Turning Point über die Olympischen Winterspiele 1984 in Sarajevo, auf Veranlassung und mit Unterstützung des damaligen deutschen I.O.C.-Mitglieds Thomas Bach.
Im Jahr 1996 erfolgte die Übernahme der Firma Foxl-Young-Fashion aus Winterlingen.
2000 wurde noch der bei der Baiersbronner Musikgruppe ´The Jackies` in Auftrag gegebene Firmen-Song auf die Melodie von Harold Faltermeyers Lied The Challenge (1995) fertiggestellt. Die Auflösung des Betriebs unter Beibehaltung der Markenrechte erfolgte im Dezember 2000.
Seit Januar 2022 kann das Archiv-Gut der Firma im Wirtschaftsarchiv Hohenheim eingesehen werden.